# Grammitis kyimbilensis
Grammitis kyimbilensis är en stensöteväxtart som först beskrevs av Guido Georg Wilhelm Brause och Hieron., och fick sitt nu gällande namn av Edwin Bingham Copeland. Grammitis kyimbilensis ingår i släktet Grammitis och familjen Polypodiaceae. Inga underarter finns listade.